# Mongar (Distrikt)
Mongar (མོང་སྒར་རྫོང་ཁག་, auch: Monggar oder Mongor) ist einer der 20 Distrikte (dzongkhag) von Bhutan. In diesem Distrikt leben etwa 37.150 Menschen (2017). Das Gebiet Mongar umfasst 1947 km².
Die Hauptstadt des Distrikts ist das gleichnamige Mongar.

## Verwaltungsgliederung
Der Distrikt Mongar ist wiederum eingeteilt in 17 Gewogs:
- Balam Gewog
- Chaskhar Gewog
- Chhali Gewog
- Drametse Gewog
- Drepung Gewog
- Gongdue Gewog
- Jurmey Gewog
- Kengkhar Gewog
- Mongar Gewog
- Narang Gewog
- Ngatshang Gewog
- Saleng Gewog
- Sherimung Gewog
- Silambi Gewog
- Thangrong Gewog
- Tsakaling Gewog
- Tsamang Gewog

## Stadt Mongar

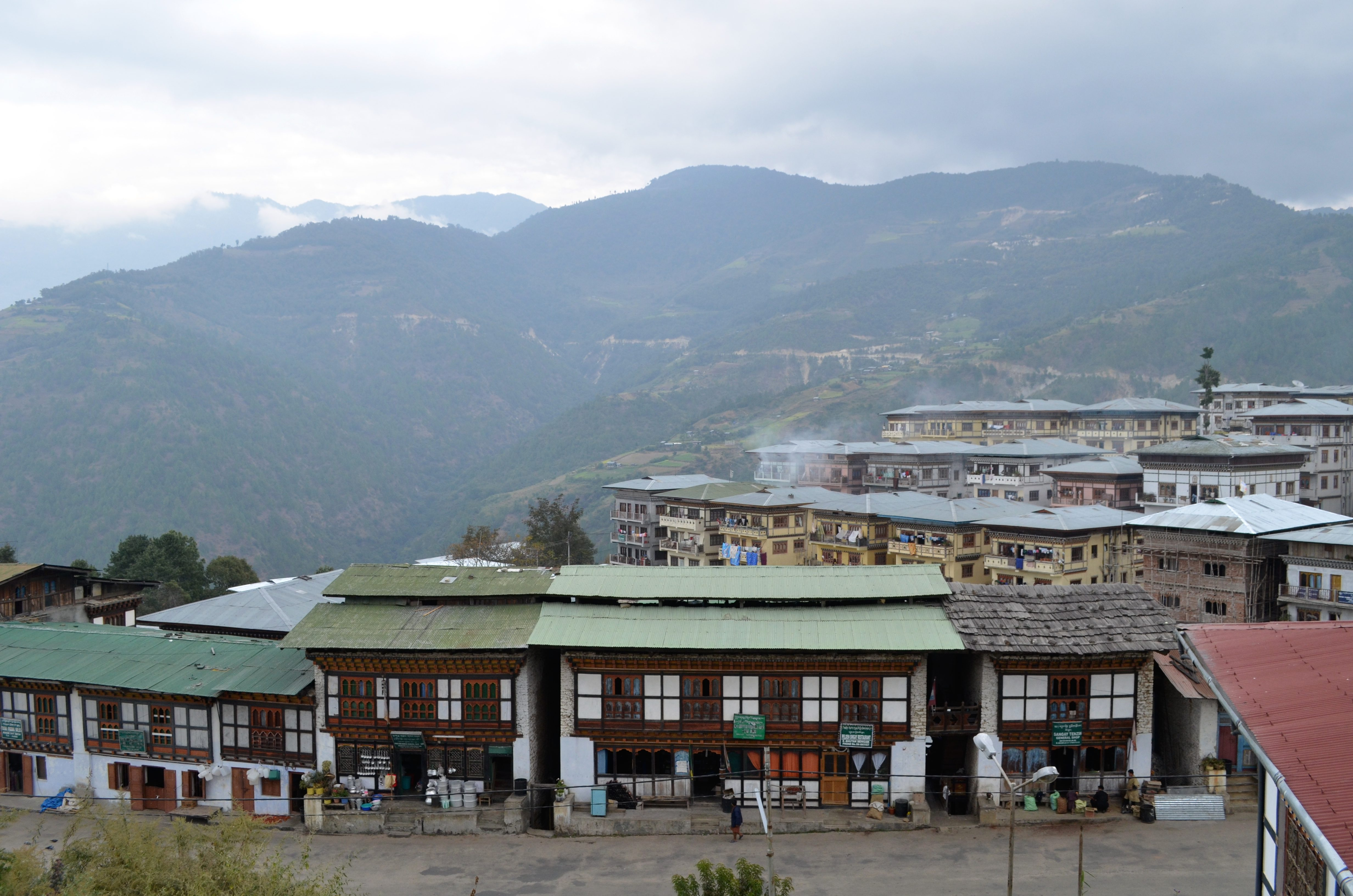
Stadtbild von Mongar

Die Distrikthauptstadt Mongar (མོང་སྒར, ⊙) liegt auf einer Höhe von 1648 m am Berghang rund um den Dzong Mongar ist eine Station an der Straße von Thimphu nach Trashigang. Vom Fluss Kuri Chhu im Westen führt eine Straße in extremen Serpentinen den Berg hinauf und weiter nach Thebong im Osten. Die Stadt hat einige der ältesten Bildungsinstitutionen im Land mit dem Mongar Dudjom Dharma House und dem Kadam Gompa-Tempel. Das Kloster Yagang Lhakhang liegt etwas außerhalb des Ortes und auf dem gegenüberliegenden Berghang Wangmakhar Lhakhang. Es gibt ein Krankenhaus und einige Hotels.
Der Dzong wurde erst vom dritten König, Jigme Dorji Wangchuck, in Auftrag gegeben. Das Wasserkraftwerk Kurichhu ist ein wichtiger Energielieferant und einen Motor für die Entwicklung. 2017 hatte der Ort 2969 Einwohner.
Der Post Code ist 43001.